# 新井千鶴
新井 千鶴（あらい ちづる、1993年〈平成5年〉11月1日 - ）は、埼玉県大里郡寄居町出身の日本の女子柔道家。階級は70kg級。身長172cm。握力は右40kg、左40kg。血液型はO型。段位は五段。組み手は左組み。得意技は内股、出足払。2021年開催の東京オリンピック 柔道 女子70kg級 金メダリスト。2012年から三井住友海上に所属している。

## 経歴

### 高校まで
幼稚園の時は、サッカーに取り組んでいた。その一方で3歳年上の兄が周囲から柔道を勧められると、自分もやってみたいと言い出したことで近所にある男衾柔道クラブへ入門したが、年上の女子部員たちに囲まれたことを怖がってしまい、僅か一日で辞めてしまった。それでもクラブの指導者に再考を促されていたこともあって、小学校1年の時には勇気を出して再入門した。男衾中学3年の時には関東大会で3位になったものの、全国中学校柔道大会には県予選で敗れて出場できなかった。なお、中学時代は女子が他にいなかったことから、大人と稽古したり高校に出稽古へ赴くなど1人でがむしゃらに練習していたことで、「自分で考えて柔道に取り組む」という習慣が身に付いた。
中学2年から指導を受けていた柏又洋邦が柔道部監督を務める児玉高校に進むと、1年の時には57kg級、2年の時には63kg級、3年になると70kg級まで階級を上げた。中学1年の時には44kg級だったことから、体が出来上がってきたことで5階級も上がることになった。両親とも長身で兄も100kg超級の選手だったことから新井も大きくなると柏又は考えて、型にはめず伸び伸び指導するように努めた。高校2年の秋に階級を70kg級に上げるように勧めるも、苦手にしていたライバルから逃げたように思われるのが嫌で本人は躊躇っていたが最終的に受け入れると、今まで以上のトレーニングを積むことになった。3年の時に関東高校柔道大会70kg級でオール一本勝ちの優勝を成し遂げた際に、三井住友海上監督の柳沢久とコーチの上野雅恵にスカウトされた。続いてインターハイでも決勝で大成高校3年の古屋梓を判定で破って優勝を飾った。なお、高校時代は学業において3年間オール5の成績を収めていたという。

### 社会人時代

#### 2012年
2012年には三井住友海上所属となると、高校時代とは段違いの練習に当初はなかなかついてこれなかった。9月の全日本ジュニアでは決勝で高岡龍谷高校3年の長内香月に有効で敗れて2位に終わった。それでもアジアジュニアでは優勝を飾った。11月の講道館杯で3位になると、ワールドカップ・チェジュでは決勝で地元韓国の金省然を指導2で破ってシニアの国際大会初優勝を飾るなど、次第に調子を取り戻して行った。

#### 2013年
2013年6月の実業団体では優勝を飾った。7月にはグランドスラム・モスクワの決勝でオーストリアのベルナデッテ・グラフに有効で敗れるも、9月の全日本ジュニアでは決勝で筑波大学2年の古屋を技ありで破って優勝を果たした。10月の世界ジュニアでは準決勝でフランスのマルゴー・ピノを指導1で破るが、決勝でクロアチアのバルバラ・マティッチに大内刈で敗れて2位に終わった。また、団体戦では決勝のフランス戦でピノに指導2で敗れたものの、大将戦で稲森奈見が一本勝ちしたことでチームは優勝を飾った。今大会では三井住友海上の同期である78kg級の吉村静織、78kg超級の稲森奈見がそれぞれ個人戦で優勝を飾ったものの、自分だけが優勝できなかったことで号泣して暫く落ち込むことになった。11月の講道館杯では決勝で環太平洋大学4年のヌンイラ華蓮に小内刈で敗れた。グランドスラム・東京では準決勝で世界チャンピオンであるコロンビアのジュリ・アルベアルを肩固で破ると、決勝でも世界ランキング1位であるオランダのキム・ポリングを内股の有効で破って優勝を飾った。この際に、「強い相手と試合をやるのは楽しいので」、「目標の五輪出場に向けて、今は結果を残していきたい」とコメントした。

#### 2014年
2014年2月のグランプリ・デュッセルドルフでは3回戦でオランダのリンダ・ボルダーに技ありで敗れるが、敗者復活戦を勝ち上がって3位になった。4月の選抜体重別では初戦で和歌山県庁の高橋ルイに袈裟固で逆転負けを喫して世界選手権代表の座を逃した。全日本選手権では準々決勝で綜合警備保障の田知本愛に指導3で敗れて5位だった。7月のグランドスラム・チュメニでは準決勝でカナダのケリタ・ズパンシックに技ありで敗れるも、3位決定戦で中国の陳飛を内股で破った。9月のアジア大会では決勝で地元の金省然に技ありで敗れて2位に終わった。団体戦の決勝では個人戦に続いて金省然と対戦すると、今度は指導1で勝利してチームの優勝を決めた。11月の講道館杯では決勝で綜合警備保障の田知本遥にGSに入ってから指導2で敗れて2位に終わった。12月のグランドスラム・東京では初戦でロシアのアレーナ・プロコペンコに裏投げで敗れた。

#### 2015年
2015年2月のヨーロッパオープン・ソフィアでは決勝でピノを横四方固で破ったのをはじめ、オール一本勝ちで優勝を飾った。続くグランプリ・デュッセルドルフでも準決勝まで全て一本勝ちすると、決勝でも地元ドイツのサンドラ・ディートリヒを有効で破って優勝した。4月の体重別では決勝で田知本に指導2で敗れて2位にとどまるも、国際大会での成績が勘案されて世界選手権代表に選出された。5月のワールドマスターズでは3回戦でフランスのファニー＝エステル・ポスビトに指導2で敗れるが、敗者復活戦を勝ち上がって3位になった。8月の世界選手権では準決勝でフランスのジブリズ・エマヌと対戦すると、指導2を先取されるも終盤に大内刈で一旦は有効を取って逆転したかに思えたが、そのポイントをジュリーに取り消されて敗れると、3位決定戦でもフランスのポスビトに谷落で敗れて5位に終わった。結果として今大会の女子代表9名のうち、ただ1人メダルを逃すことになった。試合後のインタビューでは、「力不足で負けたというしかない。やってきたことは出せたが、結果が出なかった。最低でも銅メダルは欲しかった。リオ五輪の代表に必ずなるという思いでやる。」と語った。世界団体では決勝のポーランド戦でキャサリン・クライスに指導1で勝利するなど3戦全勝して、チームの優勝に貢献した。10月のグランドスラム・アブダビでは準決勝でポリングに有効で敗れるも、3位決定戦でマティッチを有効で破って3位になった。12月のグランドスラム・東京では準決勝で国士舘大学1年の池絵梨菜に横四方固で一本勝ちすると、決勝ではコマツの大野陽子との対戦となった。最初の1分半で指導3まで取られるが「負けている感じはしなかった」と反撃に出て終了直前に追いつくと、GSに入ってから3分29秒を経過したところで相手のかけ逃げで反則勝ちを収めて熱戦に終止符を打ち、今大会2年ぶり2度目の優勝を飾った。その際の優勝インタビューでは次のように語った。｢私の場合、今回に限らず相手に先行されることが多いので、そういったところは改めて注意していかなくてはならないと思います。とにかく勝ちたいという素直な気持ちで試合に臨んでいた時期に比べると、相手からも研究されている状況の中で戦わないといけない今の方が厳しいですが、また昔のような自信のある思い切った試合をする必要がありますね。｣。

#### 2016年
2016年2月のグランプリ・デュッセルドルフでは準決勝で地元ドイツのラウラ・ヴァルガス＝コッホを縦四方固で破るが、決勝ではオーストリアのグラフに強引な大内刈を裏投げで切り返されて今大会2連覇はならなかった。試合後には、「課題として取り組んできたこと(不十分でも積極的に仕掛ける)を出せたところもある。最後は甘かった」と語った。4月の選抜体重別では決勝でオリンピックの代表争いを繰り広げていた田知本に内股返の有効で敗れて2位に終わり、リオデジャネイロオリンピック代表には選出されなかった。6月の実業団体では優勝した。7月のグランドスラム・チュメニでは決勝で地元ロシアのバレンティーナ・マルツェワを横四方固で破って優勝を飾った。11月の講道館杯では初戦でJR東日本の前田奈恵子と対戦すると、GSに入ってから5分ほど経過したところで指導1を取られて敗れた。12月のグランドスラム・東京では決勝で山梨学院大学2年の新添左季に指導2で敗れて2位にとどまった。

#### 2017年
2017年2月のグランドスラム・パリでは決勝でズパンシックを縦四方固で破って優勝した。今回優勝したことで、日本の女子選手としては2013年3月に52kg級で1位だった橋本優貴以来約4年ぶりに世界ランキングで1位となった。続くグランプリ・デュッセルドルフでは決勝でフランスのマリー＝エヴ・ガイエから技あり2つを取った後に横四方固で破って、今大会2年ぶり2度目の優勝を飾った。この際に、「全体的に落ち着いて試合ができた。勝ち上がるという気持ちが前面に出た。今年の目標は世界選手権で金メダルを取ること。また一つ一つ成長して、東京五輪に近づいていきたい」と語った。4月の体重別では決勝で新添を終了間際の横四方固で破って今大会初優勝を飾り、世界選手権代表に選出された。6月の実業団体では3戦して2勝1分けだった。8月の世界選手権では準々決勝でブラジルのマリア・ポルテラとGSを含めて9分近い戦いの末に指導2で破ると、準決勝ではリオデジャネイロオリンピック銀メダリストであるコロンビアのアルベアルを技ありで破った。決勝ではプエルトリコのマリア・ペレスに送襟絞で一本勝ちして、この階級の日本選手としては、2003年の世界選手権で優勝した所属先のコーチである上野雅恵以来の世界チャンピオンとなった。世界団体では決勝のブラジル戦でポルテラを指導2で破ってチームの金メダルに貢献した。リオデジャネイロオリンピックに出場できなかったことで、本来の組み手とは逆の右組みの技に取り組んだり、本格的な筋力トレーニングを積んで体幹を鍛えた成果が今大会で現れた。試合後のインタビューでは、「世界チャンピオンは夢だった。優勝できて良かった」と語った。今大会優勝したことで半年ぶりに世界ランキング1位に返り咲いた。世界選手権での優勝が評価されて、新井の地元である寄居町より町民栄誉賞が授与されることになった。12月のグランドスラム・東京では準決勝でペレスを横四方固で破るも、決勝では大野と対戦して反則負けを喫して2位にとどまった。今大会で優勝すれば2018年の世界選手権代表が内定していただけに、「いつも以上に指導が出るのが早かった。何とも言えない」と不満の意を表した。なお、日本の女子選手としては2012年に52kg級の西田優香、57kg級の松本薫、63kg級の上野順恵が1位になって以来5年ぶりに世界ランキングの年間1位となり、5万ドルのボーナスを獲得した。

#### 2018年
2018年2月のグランドスラム・パリでは準決勝でポリングを技ありで破るも、決勝ではイギリスのサリー・コンウェイを内股で投げた際にひっくり返されて横四方固で敗れた。4月の体重別では決勝で大野に一本背負投で敗れて2位だった。この際に、「負けちゃいました。言葉がない」「日本で断トツの強さで勝ってこその代表だと思う」とコメントした。しかしながら、世界選手権代表には大野に続いて選出された。5月のグランプリ・フフホトでは準々決勝でイギリスのジェマ・ハウエルに反則負けを喫するが、その後の3位決定戦でポルテラを内股で破って3位になった。6月の実業団体ではコマツ戦で1階級下の田代未来に支釣込足で逆転勝ちするなどオール一本勝ちして、チームの2年ぶり8度目の優勝に貢献した。9月の世界選手権では準々決勝でアルベアルを技ありで破ると、準決勝ではコンタクトレンズが外れながらもペレスを大内刈で破った。決勝ではガイエに技ありを先取されるも、内股と横四方固の合技で逆転勝ちして2連覇を達成した。試合後には、「一番欲しいものを手に入れるまで頑張り続けたい」とコメントした。11月のグランドスラム・大阪では決勝でスウェーデンのアンナ・ベルンホルムを技ありで破って3度目の優勝を飾った。世界選手権と今大会に勝ったことで、規定により2019年の世界選手権代表に内定した。なお、2年連続で世界ランキングの年間1位となり、IJFから1万ドルが授与された。

#### 2019年
2019年4月の体重別はすでに世界選手権代表が内定していたため出場しなかった。大会後、正式に代表が決まった。5月のグランドスラム・バクーは決勝でベルンホルムを合技で破るなど全て一本勝ちして優勝した。6月の実業団体ではコマツ戦で大野と引き分けるも、63kg級の鍋倉那美が一本負けしたためチームは2位にとどまった。8月に東京で開催された世界選手権では、3回戦でポルトガルのバルバラ・ティモに払巻込の技ありで敗れて今大会3連覇はならなかった。この際に、「やってきたことを出し切れなかった自分に『何やってんだろう』という気持ち。日々もがき苦しんで、自分と向き合って戦っていた日々というのが勝ちにつながらなくて、『自分でも何やってんだろう』という気持ち」とコメントした。　世界団体では決勝のフランス戦でガイエに一本勝ちしてチームの優勝に貢献した。11月のグランドスラム・大阪では準々決勝でポリングに裏投げで敗れるも、その後の3位決定戦でベネズエラのエルビスマル・ロドリゲスを10分39秒の戦いの末に技ありで破って3位になった。12月のワールドマスターズでは初戦で世界選手権で敗れたティモを大内刈、準々決勝で世界チャンピオンとなったガイエを内股の技ありでそれぞれ破るも、準決勝でオランダのサンネ・ファンデイケに技ありで敗れるが、3位決定戦でオーストリアのミヒャエラ・ポレレスを縦四方固で破って3位になった。

#### 2020年
2020年2月のグランドスラム・デュッセルドルフでは準々決勝で地元ドイツのジョヴァンナ・スコッチマッロに技ありを取られるも合技で破ると、準決勝でピノを内股、決勝ではベルギーのガブリエラ・ウィレムスをGSに入ってから隅落の技ありで破って優勝した。その後に開かれた強化委員会で、強化委員全員の満場一致により、東京オリンピック代表が内定した。2番手選手とのこれまでの成績差が歴然だと強化委員の3分の2以上によって判断された場合は東京オリンピック代表が内定することになっていた。代表内定となった新井は、「素直にうれしい。思い切り自分の柔道を出し切れるように準備していく。まだまだ完璧な状態ではないけど、成長できるとプラスに捉えて強くなりたい。」と決意を語った。5月に全柔連は常務理事会と強化委員会を開いて、新型コロナウイルスの影響で1年延期になった東京オリンピックでは、2月に決まっていた代表内定選手の権利を維持する方針を確認した。内定選手は激越な代表選考をすでに経ているとしたうえで、国際大会の再開が今だ不透明で再選考が容易でないことを最大の理由に挙げている。一方で強化委員長の金野潤は、「現場の監督、コーチが現内定選手で闘う自信をしっかり持っていることが一番の決め手」だと説明した。その後、全柔連の全理事と監事の承認を得て、代表内定選手の維持が正式に決まった。9月には1年延期された東京オリンピックについて、「（1年延期は）試練だけど、こういう過程があるからこそ心技体で成長できると思う。」「最高の結果を出すために1日1日を過ごす。そこが揺らぐことはない」とコメントした。

#### 2021年
1年ぶりの試合となった2021年3月のグランドスラム・タシケントでは決勝でマティッチを技ありで破って優勝した。5月のグランドスラム・カザンでは準決勝で地元ロシアのマディナ・タイマゾワに技ありで敗れるが、3位決定戦ではオランダのヒルデ・ヤーヘルに技ありを先取されるも内股で逆転勝ちして3位となった。7月に日本武道館で開催された東京オリンピックでは準々決勝でドイツのジョヴァンナ・スコッチマッロを合技、準決勝でタイマゾワと16分41秒に及ぶ戦いの末に送り襟絞めで破ると、決勝ではポレレスを技ありで破って、オリンピック初優勝を飾った。試合後には次のように語った。「うれしいです。その一言。何度もくじけそうになったが、信念をぶらさずにここまでやってきて、結果が付いてきて良かった」。埼玉県出身者ではオリンピックの個人競技で初めての金メダリストとなった。東京オリンピック混合団体では初戦のドイツ戦でスコッチマッロを、準決勝のロシアオリンピック委員会戦ではタイマゾワをそれぞれ合技で破った。しかし、決勝のフランス戦では63kg級で優勝したクラリス・アグベニューに合技で敗れると、その後チームも敗れて2位にとどまった。9月には全柔連に強化指定選手の辞退届けを提出して、現役引退を表明した。今後は指導者の道を歩むという。9月10日のオンライン記者会見では次のように語った。「何1つ楽なことはなく、本当に険しい道のりが多かったですが、その分達成感を味わえました。自分を成長させてくれたのが柔道です。どんなことにも諦めず、信念をぶらさずに歩んでいく大切さを学び、無駄な経験は1つもありませんでした。誰もができる経験ではないですし、得たものを次の人生で生かしていきたいです」。10月には全日本ジュニア代表チームのコーチとなった。
東京オリンピック 柔道 女子70kg級において金メダルを獲得した功績をたたえ、2021年10月28日、埼玉県寄居町の寄居町役場北口前に記念のゴールドポスト（第4号）が設置された（ゴールドポストプロジェクト）。

## 世界ランキング
|      | 2012年 | 2013年 | 2014年 | 2015年 | 2016年 | 2017年 | 2018年 | 2019年 | 2020年 | 2021年 | 2022年 |
| ---- | ------ | ------ | ------ | ------ | ------ | ------ | ------ | ------ | ------ | ------ | ------ |
| 順位 | 50     | 11     | 13     | 4      | 4      | 1      | 1      | 5      | 4      | 2      | 24     |

(出典、JudoInside.com)

## 柔道スタイル
長い手足と体幹の強さを活かした左組からの内股や大外刈、出足払などの足技を得意としている。小学生時代に出足払、送足払、燕返などの足技を徹底的に鍛えたことが、後に得意技として活きることになった。また、2016年にはリオデジャネイロオリンピックに出場できなかったことで何かを変えなければならないと思い立ち、どんな状況であっても、どこを持っても技を掛け切ることができるように、本来の組み手とは逆の右組みの技や担ぎ技にも取り組み始めた。2017年に世界チャンピオンになって以降は相手の研究に対処するため、不十分な組み手や不利な体勢からも変則技を仕掛けられるように、払腰や一本背負投などの反復練習にも取り組むなどして技の幅を広げていった。また、稽古で追い込み過ぎないようにオンとオフの切り替えにも注意を払うように心がけた。さらに、70kg級はパワー柔道の選手が多いことから、その対策のために本格的な筋力トレーニングを積んで体幹を鍛えることで、相手と密着した際に潰れずに体を合わせられるようにもなった。加えて、相手を崩してすかさず抑込技や絞め技へ移行するのにも長けている。なお、東京オリンピックに向けて弱点と判断した組み手の強化にも取り組むことになった。

## 戦績
- 2011年 - インターハイ 優勝
- 2011年 - 全日本ジュニア 3位
- 2011年 - エクサンプロヴァンスジュニア国際 優勝
- 2012年 - ベルギージュニア国際 優勝
- 2012年 - 全日本ジュニア 2位
- 2012年 - アジアジュニア 優勝
- 2012年 - 講道館杯 3位
- 2012年 - ワールドカップ・チェジュ 優勝
- 2013年 - ヨーロッパオープン・ソフィア 3位
- 2013年 - 実業団体 優勝
- 2013年 - グランドスラム・モスクワ 2位
- 2013年 - 全日本ジュニア 優勝
- 2013年 - 世界ジュニア 個人戦 2位 団体戦 優勝
- 2013年 - 講道館杯 2位
- 2013年 -　グランドスラム・東京 優勝
- 2014年 -　グランプリ・デュッセルドルフ 3位
- 2014年 -　全日本選手権 5位
- 2014年 - グランドスラム・チュメニ 3位
- 2014年 - アジア大会 個人戦 2位 団体戦 優勝
- 2014年 - 講道館杯 2位
- 2015年 - ヨーロッパオープン・ソフィア 優勝
- 2015年 - グランプリ・デュッセルドルフ 優勝
- 2015年 - 選抜体重別 2位
- 2015年 - ワールドマスターズ 3位
- 2015年 -　実業団体 優勝
- 2015年 - 世界選手権 5位
- 2015年 - 世界団体 優勝
- 2015年 - グランドスラム・アブダビ 3位
- 2015年 -　グランドスラム・東京 優勝
- 2016年 - グランプリ・デュッセルドルフ 2位
- 2016年 -　選抜体重別 2位
- 2016年 -　実業団体 優勝
- 2016年 - グランドスラム・チュメニ 優勝
- 2016年 -　グランドスラム・東京 2位
- 2017年 -　グランドスラム・パリ 優勝
- 2017年 -　グランプリ・デュッセルドルフ 優勝
- 2017年 -　選抜体重別 優勝
- 2017年 -　世界選手権 優勝
- 2017年 -　世界団体 優勝
- 2017年 -　グランドスラム・東京 2位
- 2018年 -　グランドスラム・パリ 2位
- 2018年 -　体重別 2位
- 2018年 -　グランプリ・フフホト 3位
- 2018年 -　実業団体 優勝
- 2018年 -　世界選手権 優勝
- 2018年 -　グランドスラム・大阪 優勝
- 2019年 - グランドスラム・バクー 優勝
- 2019年 -　実業団体 2位
- 2019年 - 世界団体 優勝
- 2019年 -　グランドスラム・大阪 3位
- 2019年 -　ワールドマスターズ 3位
- 2020年 -　グランドスラム・デュッセルドルフ 優勝
- 2021年 -　グランドスラム・タシケント 優勝
- 2021年 -　グランドスラム・カザン 3位
- 2021年 -　東京オリンピック 優勝
- 2021年 -  東京オリンピック混合団体 2位

(出典、JudoInside.com)

## 有力選手との対戦成績
| 国籍             | 選手名                       | 内容   |
| ---------------- | ---------------------------- | ------ |
| 日本の旗         | 田知本遥                     | 3敗    |
| コロンビアの旗   | ジュリ・アルベアル           | 3勝    |
| ブラジルの旗     | マリア・ポルテラ             | 4勝    |
| ドイツの旗       | ラウラ・ヴァルガス＝コッホ   | 2勝    |
| イギリスの旗     | サリー・コンウェイ           | 2勝1敗 |
| プエルトリコの旗 | マリア・ペレス               | 5勝    |
| オランダの旗     | キム・ポリング               | 2勝2敗 |
| フランスの旗     | マリー＝エヴ・ガイエ         | 4勝    |
| フランスの旗     | ジブリズ・エマヌ             | 1勝1敗 |
| フランスの旗     | ファニー＝エステル・ポスビト | 2勝1敗 |

(参考資料：ベースボールマガジン社発行の近代柔道バックナンバー、JudoInside.com)

## IJFワールド柔道ツアーにおける獲得賞金一覧
| 大会                             | 開催日         | 順位 | 獲得賞金     |
| -------------------------------- | -------------- | ---- | ------------ |
| グランドスラム・モスクワ2013     | 2013年6月21日  | 2位  | 3,000ドル    |
| 世界ジュニア                     | 2013年10月25日 | 2位  | 1,400ドル    |
| グランドスラム・東京2013         | 2013年11月30日 | 優勝 | 5,000ドル    |
| グランプリ・デュッセルドルフ     | 2014年2月22日  | 3位  | 1,000ドル    |
| グランドスラム・チュメニ         | 2014年7月13日  | 3位  | 1,200ドル    |
| グランプリ・デュッセルドルフ     | 2015年2月21日  | 優勝 | 2,400ドル    |
| ワールドマスターズ2015           | 2015年5月24日  | 3位  | 1,600ドル    |
| グランドスラム・アブダビ         | 2015年10月31日 | 3位  | 1,500ドル    |
| グランドスラム・東京2015         | 2015年12月5日  | 優勝 | 4,000ドル    |
| グランプリ・デュッセルドルフ     | 2016年2月20日  | 2位  | 1,200ドル    |
| グランドスラム・チュメニ         | 2016年7月17日  | 優勝 | 4,000ドル    |
| グランドスラム・東京2016         | 2016年12月3日  | 2位  | 2,400ドル    |
| グランドスラム・パリ2017         | 2017年2月12日  | 2位  | 2,400ドル    |
| グランプリ・デュッセルドルフ     | 2017年2月25日  | 優勝 | 2,400ドル    |
| 世界選手権                       | 2017年8月25日  | 優勝 | 20,800ドル   |
| グランドスラム・東京2017         | 2017年12月3日  | 2位  | 2,400ドル    |
| 2017年世界ランキング             | 2017年12月18日 | 1位  | 50,000ドル   |
| グランドスラム・パリ             | 2018年2月11日  | 2位  | 2,400ドル    |
| グランプリ・フフホト             | 2018年5月26日  | 3位  | 800ドル      |
| 世界選手権                       | 2018年9月24日  | 優勝 | 約23,600ドル |
| グランドスラム・大阪             | 2018年11月24日 | 優勝 | 4,000ドル    |
| 2018年世界ランキング             | 2018年12月17日 | 1位  | 10,000ドル   |
| グランドスラム・バクー           | 2019年5月11日  | 優勝 | 4,000ドル    |
| グランドスラム・大阪             | 2019年11月23日 | 3位  | 1,200ドル    |
| ワールドマスターズ2019           | 2019年12月13日 | 3位  | 2,400ドル    |
| グランドスラム・デュッセルドルフ | 2020年2月22日  | 優勝 | 4,000ドル    |
| グランドスラム・タシケント2021   | 2021年3月6日   | 優勝 | 4,000ドル    |
| グランドスラム・カザン           | 2021年5月6日   | 3位  | 1,200ドル    |
| 27大会                           | ー             | ー   | 164,300ドル  |

- 日本選手の場合は、獲得賞金の半分は全柔連の取り分となっていたが、2013年3月からは競技者規定が改訂されて、賞金は全額選手が受け取れることになった[107]。2014年7月からはIJF主催の各大会でコーチにも賞金が支給されるようになったために、選手の賞金が従来の2割減となった[108]。

## 受賞
- 2021年 - 紫綬褒章[109][110]